# Norte do Canadá

O norte do Canadá, definido politicamente. De oeste para leste: Yukon, territórios do Noroeste e Nunavut.

O Norte do Canadá, coloquialmente chamado apenas de Norte é uma região canadense formada pelos três territórios do país. O Canadá se divide em dez províncias e três territórios, sendo estes territórios incorporados à região norte. São eles: Yukon, Territórios do Noroeste (em inglês: Northwest Territories, em francês: Territoires du Nord-Ouest) e Nunavut. Geograficamente, é definida como a região mais setentrional do país. Em contraste com a região, o extremo norte pode ser referido como o Ártico Canadiano, ou seja, a parte do Canadá atravessada pelo Círculo Polar Ártico.
Abrangendo todas as terras localizadas ao norte do paralelo 60° N e todas as ilhas árticas, o Norte canadense, formado pelos territórios de Yukon e do Noroeste, apresenta Temperaturas baixas e não favorece a ocupação humana. A densidade demografica da região é, portanto, reduzidíssima. A população é composta principalmente de esquimós, índios e mineiros.
Os esquimós vivem da caça e da pesca, que lhes proporcionam alimento, roupas, abrigo, ferramentas e utensílios; os mineiros instalam-se em acampamentos e exploram as riquezas minerais da região (petróleo, ouro, urânio, cobre, etc.).         
Todos dos povos que vivem no norte sao chamados de povos autoctones.